# Jean Bonvoisin
Jean Bonvoisin (Parigi, 17 aprile 1752 – Parigi, 16 febbraio 1837) è stato un pittore francese.

## Biografia
Suo padre era un mercante d'arte e sua madre un'artista. Allievo di Callet e poi di Gabriel-François Doyen, vince il secondo Prix de Rome per la pittura nel 1774, dietro a Jacques-Louis David. L'anno successivo vinse il primo premio con Aman confuso da Ester davanti ad Assuero, davanti a Jean-Baptiste Regnault. Durante la Rivoluzione, insieme a Jean-Baptiste Wicar, fu amministratore del Museo centrale delle Arti (il futuro Museo del Louvre) e membro della commissione artistica temporanea. Durante la Restaurazione divenne insegnante presso la Scuola reale di disegno di San Quintino. Morì a Parigi nel 1837.
Nel 1871 il pittore Constant Misbach offrì al Louvre un ritratto di Bonvoisin di un autore non identificato.

## Opere
- Parigi, École nationale supérieure des beaux-arts, Aman confuso da Ester.

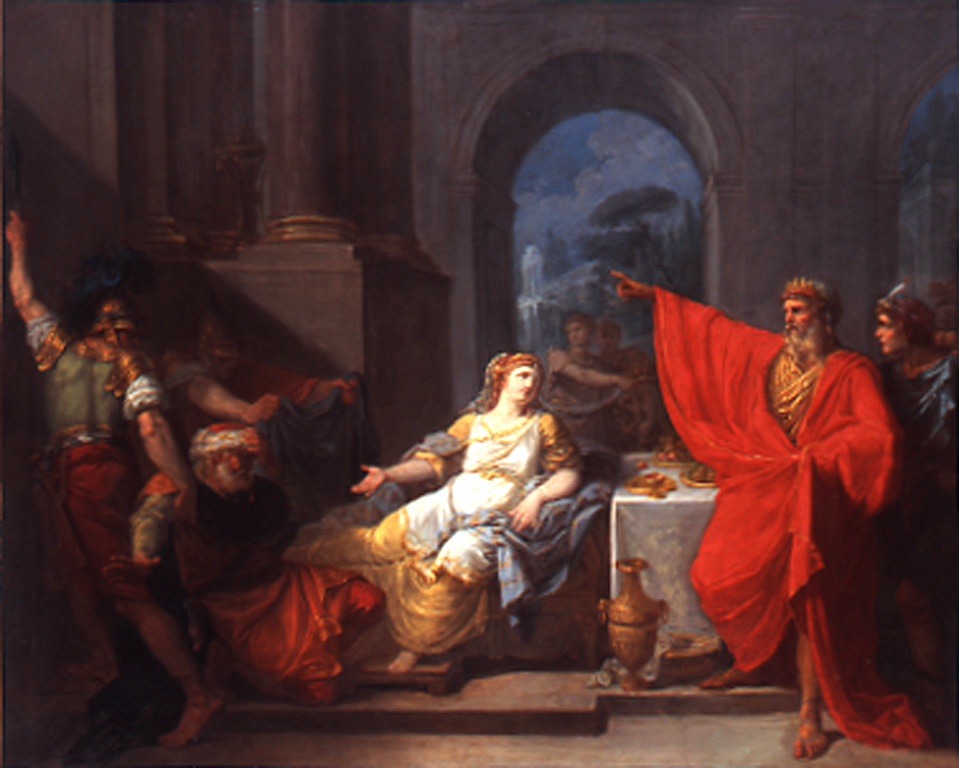
Aman confuso da Ester